# Albert Ströck-Török
Albert Ströck-Török (ur. 2 października 1903 w Nagyvárad, zm. 3 maja 1971 w Szwajcarii) – rumuński piłkarz. Reprezentant Rumunii i Węgier. Uczestnik Igrzysk Olimpijskich 1924 w Paryżu.

## Kariera
Albert Ströck-Török rozpoczynał grę w rodzinnej Oradei w klubie Stăruința Oradea. Grając w tym klubie został powołany do kadry narodowej przez Teofila Morariu, zadebiutował w meczu z reprezentacją Polski. W swoim piątym meczu w kadrze (z Austrią) strzelił swojego pierwszego gola. Został powołany na Igrzyska Olimpijskie w 1924 w Paryżu, gdzie zagrał w meczu z reprezentacją Holandii W 1925 przeszedł do CA Oradea, w którym zagrał w swoim ostatnim występie w reprezentacji Rumunii, przeciwko Bułgarii. Następnym klubem w karierze tego zawodnika był wówczas rumuński Fulgerul Kiszyniów. Pierwszym klubem zagranicznym w karierze tego zawodnika był węgierski Újpest FC, w tym czasie Ströck-Török zaczął grać dla Węgier. Ostatnim klubem w karierze tego zawodnika był szwajcarski FC La Chaux-de-Fonds.
Jego starszy brat Ștefan Ströck również był piłkarzem, olimpijczykiem z 1924. 